# Yasmim Assis Ribeiro
Yasmim Assis Ribeiro (* 28. Oktober 1996 in Governador Valadares) ist eine brasilianische Fußballspielerin. Sie spielt linksfüßig auf der Position einer Abwehrspielerin.

## Karriere

### Verein
Yasmim begann mit dem Fußball bei AABB in Pouso Alegre. 2014 ging sie zum São José EC. Für diesen Klub sind erstmalig Profispiele nachweisbar. Ihr Debüt für den Klub und gleichzeitig in der obersten Spielklasse gab sie am 10. September 2014 im Spiel beim späteren Meister Ferroviária. In der Partie der Campeonato Brasileiro de Futebol Feminino 2014 stand sie in der Startelf und wurde in der 76. Minute für Renata Diniz ausgewechselt. In der Partie gegen den CR Vasco da Gama am 1. Oktober erzielte Yasmim ihr erstes Tor. In dem Treffen traf sie in der 32. Minute zur zwischenzeitlichen 2:0-Führung. Nach dem Spiel war die Meisterschaft für São José beendet, der Klub konnte sich mit zwei Siegen, einem Unentschieden und einer Niederlage nicht für die zweite Runde qualifizieren. Yasmim stand in allen vier Spielen auf dem Platz.
2017 wechselte Yasmim zur Spielvereinigung von Grêmio Osasco Audax/SC Corinthians. Hier kam sie zu ihren ersten Spielen auf internationaler Klubebene. In der Copa Libertadores Femenina 2017 stand sie am 12. Oktober gegen den Club Sportivo Limpeño in der Anfangsformation. In dem Wettbewerb bestritt die Spielerin alle möglichen fünf Spiele und konnte den Titel am 21. Oktober nach dem Finalspiel gegen CSD Colo-Colo feiern.
Zur Saison 2018 wurde die Zusammenarbeit von Audax und Corinthians beendet. Yasmim konnte bei Corinthians bleiben. Im Zuge der erfolgreichen Austragung der Série A1 2018 stand sie in 19 von 20 möglichen Spielen auf dem Platz (ein Tor) und wurde am Saisonende mit dem Prêmio Craque do Brasileirão als beste linke Verteidigerin der Meisterschaft geehrt.
Zum Jahresanfang 2019 verließ Yasmim Corinthians in Richtung Portugal, sie wechselte zu Benfica Lissabon. Bereits am 12. Januar gab Yasmin ihren Einstand. Im Ligaspiel des 13. Spieltages gegen den União de Almeirim in der zweiten Liga 2018/19 wurde sie nach der Halbzeitpause eingewechselt. In dem Turnier konnte der Klub am Saisonende im Juni gegen die zweite Mannschaft des Sporting Braga gewinnen. Yasmim erzielte hier in 15 Spielen 10 Tore. Bereits am 18. Mai war der Erfolg in der Taça de Portugal über den Valadares Gaia FC gelungen (sechs Spiele, vier Tore). Ab der Saison 2019/20 spielte Yasmim dann mit Benfica in der ersten Liga und konnte am 8. September, eine Woche vor dem Start der Liga den Supercup gewinnen. In der Liga bestritt sie am 15. September ihr erstes Spiel, in welchem ihr auch ihr erstes Ligator gelang. Aufgrund des Ausbruchs der COVID-19-Pandemie wurde die Saison im März 2020 abgebrochen und sie kehrte in ihre Heimat zurück.
Anfang August 2020 gab Corinthians bekannt, die Spielerin erneut verpflichtet zu haben. Mit dem Klub konnte Yasmim an alte Erfolge anknüpfen und Titel auf nationaler und internationaler Ebene gewinnen.
Anfang Januar 2025 wechselte Yasmim in die spanische Liga F zu Real Madrid. Ihr Debüt für die Madrilenen gab die Spielerin am 31. Januar 2024. Im Heimspiel gegen am 17. Spieltag der Liga gegen Espanyol Barcelona stand sie in der Startelf.

### Nationalmannschaft
2015 nahm Yasmim für Brasilien an der erfolgreichen U-20-Fußball-Südamerikameisterschaft der Frauen 2015 teil. Hier stand sie mindestens in der Startelf des Finales gegen Argentinien. Der Turniersieg qualifizierte die Auswahl für die U-20-Fußball-Weltmeisterschaft der Frauen 2016. Auch an dieser durfte sie teilnehmen. Brasilien scheiterte hier im Viertelfinale gegen Japan und Yasmim kam nur zu den maximal möglichen vier Spielen (zwei Tore).
Nachdem Yasmim bereits seit 2017 mehrmals im A-Kader der Nationalmannschaft stand, kam sie hier 2021 zu ihrem ersten Spiel. Im Freundschaftsspiel gegen Argentinien am 20. September wurde sie nach der Halbzeit für Tamires eingewechselt und traf nach Vorlage von Marta in der 52. Minute zum 4:1-Endstand. Es schlossen sich weitere Einsätze an, aber keine zu einem internationalen Turnier.
2023 war Yasmim eine von neun Corinthians-Spielerinnen, welche von Nationaltrainer Arthur Elias in den A-Kader der Nationalmannschaft berufen wurden. Mit Elias als Trainer hatte die Spielerin bereits seit 2021 bei Corinthians zusammengearbeitet. Sie reiste mit dem Team in die USA, wo diese im SheBelieves Cup 2024 antrat. Im Juli des Jahres reiste sie mit der Auswahl als Teil des Olympiakaders nach Paris. In dem Turnier wurde sie im ersten Spiel gegen Nigeria in der 36. Minute für Tamires eingewechselt. Insgesamt bestritt Yasmim bei den Spielen alle sechs möglichen Spiele, welche sie ins Finale und zum Gewinn der Silbermedaille führten. Davon stand sie vier Mal in der Startelf.
Bei der Copa América der Frauen 2025 bestritt Yasmim fünf von sechs möglichen Einsätzen und erzielte bei der erfolgreichen Titelverteidigung der Auswahl zwei Tore.

## Erfolge
Nationalmannschaft
- U-20-Fußball-Südamerikameisterschaft der Frauen: 2015
- Silbermedaille bei den Olympischen Spielen: 2024
- Copa América: 2025

São José
- Staatsmeisterschaft von São Paulo: 2014, 2015

Audax/Corinthians
- Copa Libertadores: 2017

Corinthians
- Campeonato Brasileiro de Futebol Feminino (6×): 2018, 2020, 2021, 2022, 2023, 2024
- Copa Libertadores: 2021, 2022, 2023, 2024
- Staatsmeisterschaft von São Paulo: 2020, 2021, 2023
- Supercopa do Brasil: 2022, 2023, 2024
- Staatspokal von São Paulo: 2019, 2021

Benfica
- Segunda Divisão: 2018/19
- Taça de Portugal: 2018/19
- Supercup: 2018

## Auszeichnungen
- Prêmio Craque do Brasileirão: 2018[15], 2021[16]
- Bola de Prata: 2021[17], 2023[18]
- CONCACAF W Gold Cup 2024: Auswahlmannschaft – Mittelfeld[19]